# Delovoj centr (linea Kalininskaja-Solncevskaja)
Delovoj Centr (in russo Деловой центр?) è una stazione della metropolitana di Mosca situata sulla Linea Kalininskaja-Solncevskaja, è stata inaugurata il 31 gennaio 2014. Il 28 febbraio 2018 la stazione è stata soppressa e i treni deviati alla stazione  della linea 11 Bol'šaja kol'cevaja.
Non è stata specificata alcuna data di riapertura, in quanto la stazione verrà riattivata una volta completato il collegamento con la stazione Tret'jakovskaja, col fine di congiungere le due sezioni della linea 8 Kalininskaja-Solncevskaja. I lavori per la bretella di congiunzione sono previsti dopo il 2020.
Era stazione di interscambio con la Linea Filëvskaja nella stazione Vystavočnaja che, fino al 2008, si chiamava anch'essa Delovoj Centr.